# Ducado de Fernandina
El ducado de Fernandina (del italiano: ducato di Ferrandina) es un título nobiliario originalmente napolitano y posteriormente hispano, con base territorial en la ciudad de Fernandina, en la región de Basilicata, sobre la que los duques ejercieron un dominio señorial hasta la abolición del feudalismo en el Reino de Nápoles, iniciada en 1806. En la actualidad, destaca por ser uno de los pocos ducados reconocidos por el Reino de España que no gozan de grandeza de España.
Primeramente, el rey Fernando el Católico lo concedió en 1505 a Giovanni Granai Castriota, II conde de Copertino y sobrino del célebre condotiero albanés Jorge Castriota, llamado Skanderberg. Cuando su hija la duquesa María murió sin descendientes en 1548, Fernandina se reincorporó a la corona napolitana, a pesar de las pretensiones sucesorias de su viudo y primo, Antonio Granai Castriota.
En 1569, el rey Felipe II de España volvió a erigir Fernandina en ducado a favor de García de Toledo Osorio, uno de los principales caudillos navales de su tiempo, virrey de Cataluña y de Sicilia, que ostentó el mando supremo de la flota del Mar Mediterráneo como capitán general del Mar, entre 1564 y 1568. La concesión de este feudo napolitano vino a saldar las deudas que con él tenía la Corona por salarios atrasados y diversos adelantos, además de premiar sus hazañas bélicas, en particular la conquista del Peñón de Vélez de la Gomera y el socorro al Sitio de Malta, isla que fue asediada por el Imperio Otomano en su vano intento de conquistarla, en 1565. García era el segundo hijo del virrey de Nápoles, Pedro de Toledo y de María Osorio Pimentel, II marquesa de Villafranca, y a la muerte de su hermano mayor Fadrique, pocos meses después de recibir Fernandina, se convirtió en IV marqués de Villafranca. 
El ducado pasó entonces a ser el título de los primogénitos de la casa de Villafranca, que se titularon duques de Fernandina mientras fuesen herederos del marquesado. Esta costumbre pervivió hasta la segunda mitad del siglo XIX, cuando los marqueses empezaron a utilizar con preferencia el título de duque de Medina Sidonia que habían heredado, y sus primogénitos el de conde de Niebla, propio de esta Casa.
Sucedido hasta entonces de manera regular, el XIII marqués de Villafranca no cumplió con los nuevos trámites de sucesión nobiliaria introducidos por la reforma tributaria de 1845, y el título quedó vacante en España. Sí se le reconoció en el reino de las Dos Sicilias, el Estado en que entonces radicaba Fernandina, y posteriormente, tras su unificación, en el reino de Italia. Así, en 1894 el ministerio del Interior italiano reconoció oficialmente al XVIII duque de Medina Sidonia el título de duque de Fernandina, que ostentaron sus sucesores hasta la entrada en vigencia de la Constitución italiana (punto XIV de sus Disposciones Transitorias), el 1 de enero de 1948.
Quedó por tanto el ducado sin reconocimiento legal en ambos países, hasta que en 1993 el rey Juan Carlos I de España lo rehabilitó en la persona de Pilar González de Gregorio, hija de la Luisa Isabel Álvarez de Toledo, XXI duquesa de Medina Sidonia, y a quien habían cedido sus derechos su madre y hermanos. Pilar lo ostentó hasta 2012, cuando le fue revocada la rehabilitación debido a una reclamación judicial de su sobrino Alonso González de Gregorio. Este, no obstante, no logró obtener el título para sí mismo por no cumplir los requisitos de la ley de rehabilitaciones de 1988, de modo que el ducado quedó aparentemente extinguido en 2014.
Sin embargo, en 2017, Alonso González de Gregorio y Viñamata solicitó la rehabilitación del título y, con el informe favorable del Consejo de Estado, el rey Felipe VI decidió concederla, lo que se publicó el 28 de julio de 2020.

## Historia

### Segunda creación

#### Rehabilitación y pleito posesorio
Tras promulgar la ley de Sucesión en la Jefatura del Estado en 1947, por la que España quedaba constituida en Reino, Franco restauró la legislación nobiliaria vigente antes de la proclamación de la República. Esto permitió a la XXI duquesa de Medina Sidonia solicitar, el 26 de abril de 1958, la rehabilitación de los ducados de Fernandina y de Montalto, que pretendía distribuir respectivamente a sus hijos menores Pilar y Gabriel González de Gregorio, ya que el resto de títulos de la familia habrían de pasar al mayor, Leoncio, conde de Niebla. No obstante, el proceso quedó paralizado por las circunstancias personales de la duquesa, que emprendió un activismo político contrario al régimen, con una sonada participación en las protestas tras el incidente de Palomares, lo que le acabaría conduciendo a la cárcel en 1969 y posteriormente al exilio en Francia, ganándose el apelativo popular de «la Duquesa Roja».
En 1975, a la muerte de Franco, la duquesa regresó del exilio y se estableció en Sanlúcar de Barrameda. Allí se efectuó, el 8 de enero de 1980, la cesión de sus derechos sobre el ducado de Fernandina en favor de su hija Pilar, en un acta notarial en la que renunció también su primogénito el conde de Niebla. Poco después, el 15 de febrero, el hermano menor, Gabriel, hizo lo mismo ante un notario de Madrid. Con esto, la duquesa dejaba en manos de su hija la posibilidad de rehabilitar el título, mediante el correspondiente procedimiento administrativo ante el Ministerio de Justicia. Pilar solicitó la rehabilitación el 20 de julio de 1982, pero residente entonces en el extranjero, dejó inconcluso el expediente, que retomó una vez volvió a España, formulando una nueva solicitud el 23 de junio de 1986. Dos años después, el 11 de marzo de 1988, en mitad del proceso, se promulgó un Real decreto que limitaba enormemente las posibilidades de rehabilitación de títulos nobiliarios, siendo sólo posible la de aquellas dignidades que llevasen menos de cuarenta años vacantes, además de establecerse un límite de seis grados genealógicos entre el solicitante y el último poseedor legal. Sin embargo, una disposición transitoria al final de la ley eximía de estos nuevos requisitos a las solicitudes previas a su entrada en vigor, lo que permitió a Pilar continuar con el curso de la rehabilitación, a pesar de que el ducado de Fernandina llevara vacante en España más de cien años, al menos desde 1869.
Así, el 22 de enero de 1993, Juan Carlos I firmó la rehabilitación del título en favor de Pilar, que se convirtió en duquesa de Fernandina sin grandeza de España. Esta dignidad, la más alta en la jerarquía nobiliaria española, no fue nunca unida al ducado, mas la Grandeza que poseía la Casa estaba unida a su título principal, el marquesado de Villafranca. Esto se contrapone a la norma, instaurada en el siglo XIX sobre una creencia anterior, de que todos los ducados españoles llevan aparejada la grandeza.
Tres días después de que se publicase la concesión, el conde de Niebla, hermano mayor de la nueva duquesa de Fernandina, puso demanda de mejor derecho sobre el título en nombre de su hijo Alonso González de Gregorio, entonces menor de edad, no pudiendo hacerlo en nombre propio debido a la cesión notarial que había hecho en beneficio de su hermana. El pleito se prolongó durante casi diecinueve años y concluyó en 2011 con una sentencia del Tribunal Supremo que fallaba en favor de Alonso, estimando que la cesión del padre no podía anular el mejor derecho del hijo. Tras esto, se emitió un Real decreto revocando la rehabilitación del título a Pilar, el 15 de junio de 2012, y su sobrino inició los trámites para obtener una nueva rehabilitación en su favor el 19 de marzo de 2013. No obstante, Alonso como nuevo solicitante debía atenerse a los requisitos de la ley de 1988, es decir, que la dignidad llevase menos de cuarenta años vacante y no estar a más de seis grados genealógicos del último poseedor legal. Una vez revocada la rehabilitación de Pilar, el ducado de Fernandina llevaba, en principio, casi ciento cincuenta años vacante y Alonso distaba siete generaciones del último titular reconocido en España, el XII marqués de Villafranca, de manera que el expediente fuera archivado el 30 de abril de 2013. Al no obtener respuesta positiva en el preceptivo plazo de un año desde su solicitud, que se cumplió el 19 de marzo de 2014, el título quedó definitivamente vacante y, conforme a la legislación nobiliaria vigente, entró en aparente situación de caducidad, sin posibilidad de ser rehabilitado de nuevo.
Sin embargo, en 2017, Alonso González de Gregorio reintrodujo una petición de rehabilitación del título, esta vez con grandeza de España. Los informes preceptivos de la Diputación Permanente y Consejo de la Grandeza de España y Títulos del Reino, así como de la División de Derechos de Gracia y Otros Derechos del Ministerio de Justicia, se mostraron desfavorables a la rehabilitación, alegando que la revocación de la Real carta de rehabilitación expedida en favor de Pilar González de Gregorio había producido efectos ex tunc, es decir que esta misma eliminaba, a todos los efectos, el período durante el que la interesada había poseído el título, considerándose último poseedor, a los efectos del cómputo del plazo máximo de 40 años para la rehabilitación, al anterior titular. Y que, habiendo transcurrido más de 40 años entre que la merced cayó en desuso (1875, según la Diputación y el Ministerio) y la solicitud de rehabilitación de Alonso (2017), cabía desestimarla por ese motivo. Sin embargo, el Consejo de Estado, en su dictamen, consideró que la revocación de la rehabilitación no producía efectos ex tunc, sino ex nunc, considerándose a todos los efectos que Pilar González de Gregorio había poseído legalmente el título entre 1993 y 2012 y por tanto podía considerarse última poseedora a los efectos del cómputo del plazo de vacancia del título. No habiendo así transcurrido 40 años entre la revocación de la rehabilitación en favor de Pilar y la entrada en vacancia del título (2012) y la solicitud de rehabilitación de Alonso (2017), el Consejo de Estado estimó que, si el rey lo consideraba oportuno, esta era procedente. Sin embargo, al igual que la Diputación y el Ministerio, consideró que la concesión de la grandeza de España, de la que el título nunca había gozado antes, no debía ser automática y que, si se hiciera, sería en todo caso una concesión ex novo, ya que “no se puede rehabilitar lo que antes no existió”. El 28 de julio de 2020, se publicó el real decreto por el que el que se rehabilitó el título en favor de Alonso González de Gregorio, sin grandeza de España.

## Duques de Fernandina
|                                            | Titular                                                                             | Periodo                                    |                                            |
| Primera creación por Fernando II de Aragón | Primera creación por Fernando II de Aragón                                          | Primera creación por Fernando II de Aragón | Primera creación por Fernando II de Aragón |
| ------------------------------------------ | ----------------------------------------------------------------------------------- | ------------------------------------------ | ------------------------------------------ |
| i                                          | Giovanni Granai Castriota                                                           | 1505-1514                                  |                                            |
| ii                                         | María Castriota                                                                     | 1514-1548                                  |                                            |
| Segunda creación por Felipe II de España   |                                                                                     |                                            |                                            |
| i                                          | García Álvarez de Toledo Osorio, después iv marqués de Villafranca                  | 1569                                       |                                            |
| ii                                         | Pedro Álvarez de Toledo Osorio, después v marqués de Villafranca                    | 1569-1577                                  |                                            |
| iii                                        | García Álvarez de Toledo Osorio, después vi marqués de Villafranca                  | 1577-1649                                  |                                            |
| iv                                         | Fadrique Álvarez de Toledo Osorio, después vii marqués de Villafranca               | 1649-1658                                  |                                            |
| v                                          | José Fadrique Álvarez de Toledo Osorio, después viii marqués de Villafranca         | 1658-1705                                  |                                            |
| vi                                         | Fadrique Vicente Álvarez de Toledo Osorio, después ix marqués de Villafranca        | 1705-1728                                  |                                            |
| vii                                        | Antonio Álvarez de Toledo Osorio, después x marqués de Villafranca                  | 1728-1753                                  |                                            |
| viii                                       | José Álvarez de Toledo Osorio, duque de Alba                                        | 1756-1796                                  |                                            |
| ix                                         | Francisco de Borja Álvarez de Toledo Osorio, después xii marqués de Villafranca     | 1796-1799                                  |                                            |
| x                                          | Francisco Álvarez de Toledo y Palafox                                               | 1799-1816                                  |                                            |
| xi                                         | Pedro de Alcántara Álvarez de Toledo y Palafox, después xiii marqués de Villafranca | 1816-1826                                  |                                            |
| xii                                        | José Álvarez de Toledo y Silva, después xviii duque de Medina Sidonia               | 1826-1900                                  |                                            |
| xiii                                       | Joaquín Álvarez de Toledo y Caro, xix duque de Medina Sidonia                       | 1900-1915                                  |                                            |
| xiv                                        | Joaquín Álvarez de Toledo y Caro, xx duque de Medina Sidonia                        | 1915-1946                                  |                                            |
| Rehabilitación por Juan Carlos I           |                                                                                     |                                            |                                            |
| xv                                         | Pilar González de Gregorio y Álvarez de Toledo                                      | 1993-2012                                  |                                            |
| Rehabilitación por Felipe VI               |                                                                                     |                                            |                                            |
| xvi                                        | Alonso Enrique González de Gregorio y Viñamata                                      | Desde 2020                                 |                                            |

### Árbol genealógico

#### Los duques Castriota
Titulares
     Pretendientes
| \| \| \| \| \| Bernardo Granai, i conde de Copertino († 1463) \| \| \| \| \| \| \| \| \| \| \| \| \| \| \| \| \| \| \| \| \| \| \| \| \| \| \| \| \| \| \| \| \| \| \| \| \| \| \| \| \| \| \| \| \| \| \| \| \| \| \| \| \| \| \| \| \| \| \| \| \| \| \| \| \| \| \| \| \| \| \| \| \| \| \| \| \| Giovanni Granai Castriota, i duque de Fernandina († 1514) \| Giovanni Granai Castriota, i duque de Fernandina († 1514) \| Giovanni Granai Castriota, i duque de Fernandina († 1514) \| Giovanni Granai Castriota, i duque de Fernandina († 1514) \| Giovanni Granai Castriota, i duque de Fernandina († 1514) \| Giovanni Granai Castriota, i duque de Fernandina († 1514) \| \| \| Alfonso Granai Castriota, i marqués de Atripalda († 1544) \| Alfonso Granai Castriota, i marqués de Atripalda († 1544) \| Alfonso Granai Castriota, i marqués de Atripalda († 1544) \| Alfonso Granai Castriota, i marqués de Atripalda († 1544) \| Alfonso Granai Castriota, i marqués de Atripalda († 1544) \| Alfonso Granai Castriota, i marqués de Atripalda († 1544) \| \| \| \| \| \| \| \| \| \| \| \| \| \| Giovanni Granai Castriota, i duque de Fernandina († 1514) \| Giovanni Granai Castriota, i duque de Fernandina († 1514) \| Giovanni Granai Castriota, i duque de Fernandina († 1514) \| Giovanni Granai Castriota, i duque de Fernandina († 1514) \| Giovanni Granai Castriota, i duque de Fernandina († 1514) \| Giovanni Granai Castriota, i duque de Fernandina († 1514) \| \| \| Alfonso Granai Castriota, i marqués de Atripalda († 1544) \| Alfonso Granai Castriota, i marqués de Atripalda († 1544) \| Alfonso Granai Castriota, i marqués de Atripalda († 1544) \| Alfonso Granai Castriota, i marqués de Atripalda († 1544) \| Alfonso Granai Castriota, i marqués de Atripalda († 1544) \| Alfonso Granai Castriota, i marqués de Atripalda († 1544) \| \| \| \| \| \| \| \| \| \| \| \| \| \| María Castriota, ii duquesa de Fernandina († 1548) \| María Castriota, ii duquesa de Fernandina († 1548) \| María Castriota, ii duquesa de Fernandina († 1548) \| María Castriota, ii duquesa de Fernandina († 1548) \| María Castriota, ii duquesa de Fernandina († 1548) \| María Castriota, ii duquesa de Fernandina († 1548) \| \| \| Antonio Granai Castriota, duque de Fernandina, ii marqués de Atripalda (1522-1549) \| Antonio Granai Castriota, duque de Fernandina, ii marqués de Atripalda (1522-1549) \| Antonio Granai Castriota, duque de Fernandina, ii marqués de Atripalda (1522-1549) \| Antonio Granai Castriota, duque de Fernandina, ii marqués de Atripalda (1522-1549) \| Antonio Granai Castriota, duque de Fernandina, ii marqués de Atripalda (1522-1549) \| Antonio Granai Castriota, duque de Fernandina, ii marqués de Atripalda (1522-1549) \| \| \| \| \| \| \| \| \| \| \| \| \| \| María Castriota, ii duquesa de Fernandina († 1548) \| María Castriota, ii duquesa de Fernandina († 1548) \| María Castriota, ii duquesa de Fernandina († 1548) \| María Castriota, ii duquesa de Fernandina († 1548) \| María Castriota, ii duquesa de Fernandina († 1548) \| María Castriota, ii duquesa de Fernandina († 1548) \| \| \| Antonio Granai Castriota, duque de Fernandina, ii marqués de Atripalda (1522-1549) \| Antonio Granai Castriota, duque de Fernandina, ii marqués de Atripalda (1522-1549) \| Antonio Granai Castriota, duque de Fernandina, ii marqués de Atripalda (1522-1549) \| Antonio Granai Castriota, duque de Fernandina, ii marqués de Atripalda (1522-1549) \| Antonio Granai Castriota, duque de Fernandina, ii marqués de Atripalda (1522-1549) \| Antonio Granai Castriota, duque de Fernandina, ii marqués de Atripalda (1522-1549) \| \| \| \| \| \| \| \| \| \| \| \| \| |                                                           |                                                           |                                                           |                                                           |                                                           |  |  |                                                                                    |                                                                                    |                                                                                    |                                                                                    |                                                                                    |                                                                                    |  |  |  |  |  |  |  |  |  |  |  |  |
| |                                                           |                                                           |                                                           | Bernardo Granai, i conde de Copertino († 1463)            |                                                           |  |  |                                                                                    |                                                                                    |                                                                                    |                                                                                    |                                                                                    |                                                                                    |  |  |  |  |  |  |  |  |  |  |  |  |
| |                                                           |                                                           |                                                           |                                                           |                                                           |  |  |                                                                                    |                                                                                    |                                                                                    |                                                                                    |                                                                                    |                                                                                    |  |  |  |  |  |  |  |  |  |  |  |  |
| |                                                           |                                                           |                                                           |                                                           |                                                           |  |  |                                                                                    |                                                                                    |                                                                                    |                                                                                    |                                                                                    |                                                                                    |  |  |  |  |  |  |  |  |  |  |  |  |
| Giovanni Granai Castriota, i duque de Fernandina († 1514) | Giovanni Granai Castriota, i duque de Fernandina († 1514) | Giovanni Granai Castriota, i duque de Fernandina († 1514) | Giovanni Granai Castriota, i duque de Fernandina († 1514) | Giovanni Granai Castriota, i duque de Fernandina († 1514) | Giovanni Granai Castriota, i duque de Fernandina († 1514) |  |  | Alfonso Granai Castriota, i marqués de Atripalda († 1544)                          | Alfonso Granai Castriota, i marqués de Atripalda († 1544)                          | Alfonso Granai Castriota, i marqués de Atripalda († 1544)                          | Alfonso Granai Castriota, i marqués de Atripalda († 1544)                          | Alfonso Granai Castriota, i marqués de Atripalda († 1544)                          | Alfonso Granai Castriota, i marqués de Atripalda († 1544)                          |  |  |  |  |  |  |  |  |  |  |  |  |
| Giovanni Granai Castriota, i duque de Fernandina († 1514) | Giovanni Granai Castriota, i duque de Fernandina († 1514) | Giovanni Granai Castriota, i duque de Fernandina († 1514) | Giovanni Granai Castriota, i duque de Fernandina († 1514) | Giovanni Granai Castriota, i duque de Fernandina († 1514) | Giovanni Granai Castriota, i duque de Fernandina († 1514) |  |  | Alfonso Granai Castriota, i marqués de Atripalda († 1544)                          | Alfonso Granai Castriota, i marqués de Atripalda († 1544)                          | Alfonso Granai Castriota, i marqués de Atripalda († 1544)                          | Alfonso Granai Castriota, i marqués de Atripalda († 1544)                          | Alfonso Granai Castriota, i marqués de Atripalda († 1544)                          | Alfonso Granai Castriota, i marqués de Atripalda († 1544)                          |  |  |  |  |  |  |  |  |  |  |  |  |
| María Castriota, ii duquesa de Fernandina († 1548) | María Castriota, ii duquesa de Fernandina († 1548)        | María Castriota, ii duquesa de Fernandina († 1548)        | María Castriota, ii duquesa de Fernandina († 1548)        | María Castriota, ii duquesa de Fernandina († 1548)        | María Castriota, ii duquesa de Fernandina († 1548)        |  |  | Antonio Granai Castriota, duque de Fernandina, ii marqués de Atripalda (1522-1549) | Antonio Granai Castriota, duque de Fernandina, ii marqués de Atripalda (1522-1549) | Antonio Granai Castriota, duque de Fernandina, ii marqués de Atripalda (1522-1549) | Antonio Granai Castriota, duque de Fernandina, ii marqués de Atripalda (1522-1549) | Antonio Granai Castriota, duque de Fernandina, ii marqués de Atripalda (1522-1549) | Antonio Granai Castriota, duque de Fernandina, ii marqués de Atripalda (1522-1549) |  |  |  |  |  |  |  |  |  |  |  |  |
| María Castriota, ii duquesa de Fernandina († 1548) | María Castriota, ii duquesa de Fernandina († 1548)        | María Castriota, ii duquesa de Fernandina († 1548)        | María Castriota, ii duquesa de Fernandina († 1548)        | María Castriota, ii duquesa de Fernandina († 1548)        | María Castriota, ii duquesa de Fernandina († 1548)        |  |  | Antonio Granai Castriota, duque de Fernandina, ii marqués de Atripalda (1522-1549) | Antonio Granai Castriota, duque de Fernandina, ii marqués de Atripalda (1522-1549) | Antonio Granai Castriota, duque de Fernandina, ii marqués de Atripalda (1522-1549) | Antonio Granai Castriota, duque de Fernandina, ii marqués de Atripalda (1522-1549) | Antonio Granai Castriota, duque de Fernandina, ii marqués de Atripalda (1522-1549) | Antonio Granai Castriota, duque de Fernandina, ii marqués de Atripalda (1522-1549) |  |  |  |  |  |  |  |  |  |  |  |  |

#### La casa de Villafranca
Titulares
     Titulares con reconocimiento oficial en Italia
     Pretendientes
| \| \| \| \| \| \| \| \| \| \| \| \| \| \| \| \| \| \| \| \| \| María Osorio, ii marquesa de Villafranca, (1490-1539) \| María Osorio, ii marquesa de Villafranca, (1490-1539) \| María Osorio, ii marquesa de Villafranca, (1490-1539) \| María Osorio, ii marquesa de Villafranca, (1490-1539) \| María Osorio, ii marquesa de Villafranca, (1490-1539) \| María Osorio, ii marquesa de Villafranca, (1490-1539) \| \| \| Pedro de Toledo, marqués de Villafranca (1484-1553) \| Pedro de Toledo, marqués de Villafranca (1484-1553) \| Pedro de Toledo, marqués de Villafranca (1484-1553) \| Pedro de Toledo, marqués de Villafranca (1484-1553) \| Pedro de Toledo, marqués de Villafranca (1484-1553) \| Pedro de Toledo, marqués de Villafranca (1484-1553) \| \| \| \| \| \| \| \| \| \| \| \| \| \| \| \| \| \| \| \| \| \| \| \| \| \| \| \| \| \| \| \| \| \| \| \| \| \| \| \| \| \| \| \| \| \| María Osorio, ii marquesa de Villafranca, (1490-1539) \| María Osorio, ii marquesa de Villafranca, (1490-1539) \| María Osorio, ii marquesa de Villafranca, (1490-1539) \| María Osorio, ii marquesa de Villafranca, (1490-1539) \| María Osorio, ii marquesa de Villafranca, (1490-1539) \| María Osorio, ii marquesa de Villafranca, (1490-1539) \| \| \| Pedro de Toledo, marqués de Villafranca (1484-1553) \| Pedro de Toledo, marqués de Villafranca (1484-1553) \| Pedro de Toledo, marqués de Villafranca (1484-1553) \| Pedro de Toledo, marqués de Villafranca (1484-1553) \| Pedro de Toledo, marqués de Villafranca (1484-1553) \| Pedro de Toledo, marqués de Villafranca (1484-1553) \| \| \| \| \| \| \| \| \| \| \| \| \| \| \| \| \| \| \| \| \| \| \| \| \| \| \| \| \| \| \| \| \| \| \| \| \| \| \| \| \| \| \| \| \| \| \| \| \| \| \| \| \| \| \| \| \| \| \| \| \| \| \| \| \| \| \| \| \| \| \| \| \| \| \| \| \| \| \| \| \| \| \| \| \| \| \| \| \| \| \| \| \| \| \| \| \| \| \| \| \| \| \| \| \| \| \| \| \| \| \| \| \| \| \| \| \| \| \| \| \| \| \| \| \| \| \| \| \| \| \| \| \| \| \| \| \| \| \| \| \| \| \| \| \| \| \| \| \| \| \| \| \| \| \| \| \| \| \| \| Fadrique de Toledo Osorio, iii marqués de Villafranca (1510-1569) \| Fadrique de Toledo Osorio, iii marqués de Villafranca (1510-1569) \| Fadrique de Toledo Osorio, iii marqués de Villafranca (1510-1569) \| Fadrique de Toledo Osorio, iii marqués de Villafranca (1510-1569) \| Fadrique de Toledo Osorio, iii marqués de Villafranca (1510-1569) \| Fadrique de Toledo Osorio, iii marqués de Villafranca (1510-1569) \| \| \| García de Toledo Osorio, iv marqués de Villafranca, i duque de Fernandina (1514-1577) \| García de Toledo Osorio, iv marqués de Villafranca, i duque de Fernandina (1514-1577) \| García de Toledo Osorio, iv marqués de Villafranca, i duque de Fernandina (1514-1577) \| García de Toledo Osorio, iv marqués de Villafranca, i duque de Fernandina (1514-1577) \| García de Toledo Osorio, iv marqués de Villafranca, i duque de Fernandina (1514-1577) \| García de Toledo Osorio, iv marqués de Villafranca, i duque de Fernandina (1514-1577) \| \| \| Leonor de Toledo, duquesa de Florencia (1522-1562)) \| Leonor de Toledo, duquesa de Florencia (1522-1562)) \| Leonor de Toledo, duquesa de Florencia (1522-1562)) \| Leonor de Toledo, duquesa de Florencia (1522-1562)) \| Leonor de Toledo, duquesa de Florencia (1522-1562)) \| Leonor de Toledo, duquesa de Florencia (1522-1562)) \| \| \| \| \| \| \| \| \| \| \| \| \| \| \| \| \| \| \| \| \| \| \| \| \| \| \| \| \| \| \| \| \| \| \| \| \| \| Fadrique de Toledo Osorio, iii marqués de Villafranca (1510-1569) \| Fadrique de Toledo Osorio, iii marqués de Villafranca (1510-1569) \| Fadrique de Toledo Osorio, iii marqués de Villafranca (1510-1569) \| Fadrique de Toledo Osorio, iii marqués de Villafranca (1510-1569) \| Fadrique de Toledo Osorio, iii marqués de Villafranca (1510-1569) \| Fadrique de Toledo Osorio, iii marqués de Villafranca (1510-1569) \| \| \| García de Toledo Osorio, iv marqués de Villafranca, i duque de Fernandina (1514-1577) \| García de Toledo Osorio, iv marqués de Villafranca, i duque de Fernandina (1514-1577) \| García de Toledo Osorio, iv marqués de Villafranca, i duque de Fernandina (1514-1577) \| García de Toledo Osorio, iv marqués de Villafranca, i duque de Fernandina (1514-1577) \| García de Toledo Osorio, iv marqués de Villafranca, i duque de Fernandina (1514-1577) \| García de Toledo Osorio, iv marqués de Villafranca, i duque de Fernandina (1514-1577) \| \| \| Leonor de Toledo, duquesa de Florencia (1522-1562)) \| Leonor de Toledo, duquesa de Florencia (1522-1562)) \| Leonor de Toledo, duquesa de Florencia (1522-1562)) \| Leonor de Toledo, duquesa de Florencia (1522-1562)) \| Leonor de Toledo, duquesa de Florencia (1522-1562)) \| Leonor de Toledo, duquesa de Florencia (1522-1562)) \| Con sucesión en la casa de Médicis. \| \| \| \| \| \| \| \| \| \| \| \| \| \| \| \| \| \| \| \| \| \| \| \| \| \| \| \| \| \| \| \| \| \| \| \| \| \| \| \| \| \| \| \| \| Pedro de Toledo Osorio, v marqués de Villafranca, ii duque de Fernandina (1546-1627) \| \| \| \| \| \| \| \| \| \| \| \| \| \| \| \| \| \| \| \| \| \| \| \| \| \| \| \| \| \| \| \| \| \| \| \| \| \| \| \| \| \| \| \| \| \| \| \| \| \| \| \| \| \| \| \| \| \| \| \| \| \| \| \| \| \| \| \| \| \| \| \| \| \| \| \| \| \| \| \| \| \| \| \| \| \| \| \| \| \| \| \| \| \| \| \| \| \| \| \| \| \| \| \| \| \| \| \| \| \| \| \| \| \| \| \| \| \| \| \| \| \| \| \| \| \| \| \| \| \| \| \| \| \| \| \| \| \| \| \| \| \| \| \| \| \| \| \| \| \| \| \| \| \| \| \| \| \| \| \| \| \| \| \| \| \| \| \| \| García de Toledo Osorio, vi marqués de Villafranca, iii duque de Fernandina (1579-1649) \| García de Toledo Osorio, vi marqués de Villafranca, iii duque de Fernandina (1579-1649) \| García de Toledo Osorio, vi marqués de Villafranca, iii duque de Fernandina (1579-1649) \| García de Toledo Osorio, vi marqués de Villafranca, iii duque de Fernandina (1579-1649) \| García de Toledo Osorio, vi marqués de Villafranca, iii duque de Fernandina (1579-1649) \| García de Toledo Osorio, vi marqués de Villafranca, iii duque de Fernandina (1579-1649) \| \| \| Fadrique de Toledo Osorio, i marqués de Valdueza (1580-1634) \| Fadrique de Toledo Osorio, i marqués de Valdueza (1580-1634) \| Fadrique de Toledo Osorio, i marqués de Valdueza (1580-1634) \| Fadrique de Toledo Osorio, i marqués de Valdueza (1580-1634) \| Fadrique de Toledo Osorio, i marqués de Valdueza (1580-1634) \| Fadrique de Toledo Osorio, i marqués de Valdueza (1580-1634) \| \| \| \| \| \| \| \| \| \| \| \| \| \| \| \| \| \| \| \| \| \| \| \| \| \| \| \| \| \| \| \| \| \| \| \| \| \| \| \| \| \| \| \| \| \| García de Toledo Osorio, vi marqués de Villafranca, iii duque de Fernandina (1579-1649) \| García de Toledo Osorio, vi marqués de Villafranca, iii duque de Fernandina (1579-1649) \| García de Toledo Osorio, vi marqués de Villafranca, iii duque de Fernandina (1579-1649) \| García de Toledo Osorio, vi marqués de Villafranca, iii duque de Fernandina (1579-1649) \| García de Toledo Osorio, vi marqués de Villafranca, iii duque de Fernandina (1579-1649) \| García de Toledo Osorio, vi marqués de Villafranca, iii duque de Fernandina (1579-1649) \| \| \| Fadrique de Toledo Osorio, i marqués de Valdueza (1580-1634) \| Fadrique de Toledo Osorio, i marqués de Valdueza (1580-1634) \| Fadrique de Toledo Osorio, i marqués de Valdueza (1580-1634) \| Fadrique de Toledo Osorio, i marqués de Valdueza (1580-1634) \| Fadrique de Toledo Osorio, i marqués de Valdueza (1580-1634) \| Fadrique de Toledo Osorio, i marqués de Valdueza (1580-1634) \| \| \| \| \| \| \| \| \| \| \| \| \| \| \| \| \| \| \| \| \| \| \| \| \| \| \| \| \| \| \| \| \| \| \| \| \| \| \| \| \| \| \| \| \| \| \| \| \| \| \| \| \| \| Fadrique de Toledo Osorio, vii marqués de Villafranca, iv duque de Fernandina (1635-1705) \| \| \| \| \| \| \| \| \| \| \| \| \| \| \| \| \| \| \| \| \| \| \| \| \| \| \| \| \| \| \| \| \| \| \| \| \| \| \| \| \| \| \| \| \| \| \| \| \| \| \| \| \| \| \| \| \| \| \| \| \| \| \| \| \| \| \| \| \| \| \| \| \| \| \| \| \| \| \| \| \| \| \| \| \| \| \| \| \| \| \| \| \| \| \| \| \| \| \| \| \| \| \| \| \| \| \| \| \| \| \| \| \| \| \| \| \| \| José Fadrique de Toledo Osorio, viii marqués de Villafranca, v duque de Fernandina (1658-1728) \| \| \| \| \| \| \| \| \| \| \| \| \| \| \| \| \| \| \| \| \| \| \| \| \| \| \| \| \| \| \| \| \| \| \| \| \| \| \| \| \| \| \| \| \| \| \| \| \| \| \| \| \| \| \| \| \| \| \| \| \| \| \| \| \| \| \| \| \| \| \| \| \| \| \| \| \| \| \| \| \| \| \| \| \| \| \| \| \| \| \| \| \| \| \| \| \| \| \| \| \| \| \| \| \| \| \| \| \| \| \| \| \| \| \| \| \| \| Fadrique Vicente de Toledo Osorio, ix marqués de Villafranca, vi duque de Fernandina (1686-1753) \| \| \| \| \| \| \| \| \| \| \| \| \| \| \| \| \| \| \| \| \| \| \| \| \| \| \| \| \| \| \| \| \| \| \| \| \| \| \| \| \| \| \| \| \| \| \| \| \| \| \| \| \| \| \| \| \| \| \| \| \| \| \| \| \| \| \| \| \| \| \| \| \| \| \| \| \| \| \| \| \| \| \| \| \| \| \| \| \| \| \| \| \| \| \| \| \| \| \| \| \| \| \| \| \| \| \| \| \| \| \| \| \| \| \| \| \| \| Antonio Álvarez de Toledo Osorio, x marqués de Villafranca, vii duque de Fernandina (1716-1773) \| \| \| \| \| \| \| \| \| \| \| \| \| \| \| \| \| \| \| \| \| \| \| \| \| \| \| \| \| \| \| \| \| \| \| \| \| \| \| \| \| \| \| \| \| \| \| \| \| \| \| \| \| \| \| \| \| \| \| \| \| \| \| \| \| \| \| \| \| \| \| \| \| \| \| \| \| \| \| \| \| \| \| \| \| \| \| \| \| \| \| \| \| \| \| \| \| \| \| \| \| \| \| \| \| \| \| \| \| \| \| \| \| \| \| \| \| \| \| \| \| \| \| \| \| \| \| \| \| \| \| \| \| \| \| \| \| \| \| \| \| \| \| \| \| \| \| \| \| \| \| \| \| \| \| \| \| \| \| \| \| \| \| \| \| \| \| \| \| José Álvarez de Toledo, duque de Alba, xi marqués de Villafranca, viii duque de Fernandina (1756-1796) \| José Álvarez de Toledo, duque de Alba, xi marqués de Villafranca, viii duque de Fernandina (1756-1796) \| José Álvarez de Toledo, duque de Alba, xi marqués de Villafranca, viii duque de Fernandina (1756-1796) \| José Álvarez de Toledo, duque de Alba, xi marqués de Villafranca, viii duque de Fernandina (1756-1796) \| José Álvarez de Toledo, duque de Alba, xi marqués de Villafranca, viii duque de Fernandina (1756-1796) \| José Álvarez de Toledo, duque de Alba, xi marqués de Villafranca, viii duque de Fernandina (1756-1796) \| \| \| Francisco de Borja Álvarez de Toledo, xii marqués de Villafranca, IX duque de Fernandina (1763-1821) \| Francisco de Borja Álvarez de Toledo, xii marqués de Villafranca, IX duque de Fernandina (1763-1821) \| Francisco de Borja Álvarez de Toledo, xii marqués de Villafranca, IX duque de Fernandina (1763-1821) \| Francisco de Borja Álvarez de Toledo, xii marqués de Villafranca, IX duque de Fernandina (1763-1821) \| Francisco de Borja Álvarez de Toledo, xii marqués de Villafranca, IX duque de Fernandina (1763-1821) \| Francisco de Borja Álvarez de Toledo, xii marqués de Villafranca, IX duque de Fernandina (1763-1821) \| \| \| \| \| \| \| \| \| \| \| \| \| \| \| \| \| \| \| \| \| \| \| \| \| \| \| \| \| \| \| \| \| \| \| \| \| \| \| \| \| \| \| \| \| \| José Álvarez de Toledo, duque de Alba, xi marqués de Villafranca, viii duque de Fernandina (1756-1796) \| José Álvarez de Toledo, duque de Alba, xi marqués de Villafranca, viii duque de Fernandina (1756-1796) \| José Álvarez de Toledo, duque de Alba, xi marqués de Villafranca, viii duque de Fernandina (1756-1796) \| José Álvarez de Toledo, duque de Alba, xi marqués de Villafranca, viii duque de Fernandina (1756-1796) \| José Álvarez de Toledo, duque de Alba, xi marqués de Villafranca, viii duque de Fernandina (1756-1796) \| José Álvarez de Toledo, duque de Alba, xi marqués de Villafranca, viii duque de Fernandina (1756-1796) \| \| \| Francisco de Borja Álvarez de Toledo, xii marqués de Villafranca, IX duque de Fernandina (1763-1821) \| Francisco de Borja Álvarez de Toledo, xii marqués de Villafranca, IX duque de Fernandina (1763-1821) \| Francisco de Borja Álvarez de Toledo, xii marqués de Villafranca, IX duque de Fernandina (1763-1821) \| Francisco de Borja Álvarez de Toledo, xii marqués de Villafranca, IX duque de Fernandina (1763-1821) \| Francisco de Borja Álvarez de Toledo, xii marqués de Villafranca, IX duque de Fernandina (1763-1821) \| Francisco de Borja Álvarez de Toledo, xii marqués de Villafranca, IX duque de Fernandina (1763-1821) \| \| \| \| \| \| \| \| \| \| \| \| \| \| \| \| \| \| \| \| \| \| \| \| \| \| \| \| \| \| \| \| \| \| \| \| \| \| \| \| \| \| \| \| \| \| \| \| \| \| \| \| \| \| \| \| \| \| \| \| \| \| \| \| \| \| \| \| \| \| \| \| \| \| \| \| \| \| \| \| \| \| \| \| \| \| \| \| \| \| \| \| \| \| \| \| \| \| \| \| \| \| \| \| \| \| \| \| \| \| \| \| \| Francisco Álvarez de Toledo, x duque de Fernandina (1799-1816) \| Francisco Álvarez de Toledo, x duque de Fernandina (1799-1816) \| Francisco Álvarez de Toledo, x duque de Fernandina (1799-1816) \| Francisco Álvarez de Toledo, x duque de Fernandina (1799-1816) \| Francisco Álvarez de Toledo, x duque de Fernandina (1799-1816) \| Francisco Álvarez de Toledo, x duque de Fernandina (1799-1816) \| \| \| Pedro de Alcántara Álvarez de Toledo, xiii marqués de Villafranca, xi duque de Fernandina (1803–1867) \| Pedro de Alcántara Álvarez de Toledo, xiii marqués de Villafranca, xi duque de Fernandina (1803–1867) \| Pedro de Alcántara Álvarez de Toledo, xiii marqués de Villafranca, xi duque de Fernandina (1803–1867) \| Pedro de Alcántara Álvarez de Toledo, xiii marqués de Villafranca, xi duque de Fernandina (1803–1867) \| Pedro de Alcántara Álvarez de Toledo, xiii marqués de Villafranca, xi duque de Fernandina (1803–1867) \| Pedro de Alcántara Álvarez de Toledo, xiii marqués de Villafranca, xi duque de Fernandina (1803–1867) \| \| \| \| \| \| \| \| \| \| \| \| \| \| \| \| \| \| \| \| \| \| \| \| \| \| \| \| \| \| \| \| \| \| \| \| \| \| \| \| \| \| \| \| \| \| Francisco Álvarez de Toledo, x duque de Fernandina (1799-1816) \| Francisco Álvarez de Toledo, x duque de Fernandina (1799-1816) \| Francisco Álvarez de Toledo, x duque de Fernandina (1799-1816) \| Francisco Álvarez de Toledo, x duque de Fernandina (1799-1816) \| Francisco Álvarez de Toledo, x duque de Fernandina (1799-1816) \| Francisco Álvarez de Toledo, x duque de Fernandina (1799-1816) \| \| \| Pedro de Alcántara Álvarez de Toledo, xiii marqués de Villafranca, xi duque de Fernandina (1803–1867) \| Pedro de Alcántara Álvarez de Toledo, xiii marqués de Villafranca, xi duque de Fernandina (1803–1867) \| Pedro de Alcántara Álvarez de Toledo, xiii marqués de Villafranca, xi duque de Fernandina (1803–1867) \| Pedro de Alcántara Álvarez de Toledo, xiii marqués de Villafranca, xi duque de Fernandina (1803–1867) \| Pedro de Alcántara Álvarez de Toledo, xiii marqués de Villafranca, xi duque de Fernandina (1803–1867) \| Pedro de Alcántara Álvarez de Toledo, xiii marqués de Villafranca, xi duque de Fernandina (1803–1867) \| \| \| \| \| \| \| \| \| \| \| \| \| \| \| \| \| \| \| \| \| \| \| \| \| \| \| \| \| \| \| \| \| \| \| \| \| \| \| \| \| \| \| \| \| \| \| \| \| \| \| \| \| \| José Álvarez de Toledo, xviii duque de Medina Sidonia, XII duque de Fernandina (1826-1900) \| \| \| \| \| \| \| \| \| \| \| \| \| \| \| \| \| \| \| \| \| \| \| \| \| \| \| \| \| \| \| \| \| \| \| \| \| \| \| \| \| \| \| \| \| \| \| \| \| \| \| \| \| \| \| \| \| \| \| \| \| \| \| \| \| \| \| \| \| \| \| \| \| \| \| \| \| \| \| \| \| \| \| \| \| \| \| \| \| \| \| \| \| \| \| \| \| \| \| \| \| \| \| \| \| \| \| \| \| \| \| \| \| \| \| \| \| \| Joaquín Álvarez de Toledo, xix duque de Medina Sidonia, xiii duque de Fernandina (1865-1915) \| \| \| \| \| \| \| \| \| \| \| \| \| \| \| \| \| \| \| \| \| \| \| \| \| \| \| \| \| \| \| \| \| \| \| \| \| \| \| \| \| \| \| \| \| \| \| \| \| \| \| \| \| \| \| \| \| \| \| \| \| \| \| \| \| \| \| \| \| \| \| \| \| \| \| \| \| \| \| \| \| \| \| \| \| \| \| \| \| \| \| \| \| \| \| \| \| \| \| \| \| \| \| \| \| \| \| \| \| \| \| \| \| \| \| \| \| \| \| \| \| \| \| \| \| \| \| \| \| \| \| \| \| \| \| \| \| \| \| \| \| \| \| \| \| \| \| \| \| \| \| \| \| \| \| \| \| \| \| \| \| \| \| \| \| \| \| \| \| \| \| \| \| \| \| \| \| Joaquín Álvarez de Toledo, xx duque de Medina Sidonia, xiv duque de Fernandina (1894-1955) \| Joaquín Álvarez de Toledo, xx duque de Medina Sidonia, xiv duque de Fernandina (1894-1955) \| Joaquín Álvarez de Toledo, xx duque de Medina Sidonia, xiv duque de Fernandina (1894-1955) \| Joaquín Álvarez de Toledo, xx duque de Medina Sidonia, xiv duque de Fernandina (1894-1955) \| Joaquín Álvarez de Toledo, xx duque de Medina Sidonia, xiv duque de Fernandina (1894-1955) \| Joaquín Álvarez de Toledo, xx duque de Medina Sidonia, xiv duque de Fernandina (1894-1955) \| \| \| María Álvarez de Toledo, iii duquesa de Santa Cristina (1901-1963) \| María Álvarez de Toledo, iii duquesa de Santa Cristina (1901-1963) \| María Álvarez de Toledo, iii duquesa de Santa Cristina (1901-1963) \| María Álvarez de Toledo, iii duquesa de Santa Cristina (1901-1963) \| María Álvarez de Toledo, iii duquesa de Santa Cristina (1901-1963) \| María Álvarez de Toledo, iii duquesa de Santa Cristina (1901-1963) \| \| \| \| \| \| \| \| \| \| \| \| \| \| \| \| \| \| \| \| \| \| \| \| \| \| \| \| \| \| \| \| \| \| \| \| \| \| \| \| \| \| \| \| \| \| Joaquín Álvarez de Toledo, xx duque de Medina Sidonia, xiv duque de Fernandina (1894-1955) \| Joaquín Álvarez de Toledo, xx duque de Medina Sidonia, xiv duque de Fernandina (1894-1955) \| Joaquín Álvarez de Toledo, xx duque de Medina Sidonia, xiv duque de Fernandina (1894-1955) \| Joaquín Álvarez de Toledo, xx duque de Medina Sidonia, xiv duque de Fernandina (1894-1955) \| Joaquín Álvarez de Toledo, xx duque de Medina Sidonia, xiv duque de Fernandina (1894-1955) \| Joaquín Álvarez de Toledo, xx duque de Medina Sidonia, xiv duque de Fernandina (1894-1955) \| \| \| María Álvarez de Toledo, iii duquesa de Santa Cristina (1901-1963) \| María Álvarez de Toledo, iii duquesa de Santa Cristina (1901-1963) \| María Álvarez de Toledo, iii duquesa de Santa Cristina (1901-1963) \| María Álvarez de Toledo, iii duquesa de Santa Cristina (1901-1963) \| María Álvarez de Toledo, iii duquesa de Santa Cristina (1901-1963) \| María Álvarez de Toledo, iii duquesa de Santa Cristina (1901-1963) \| \| \| \| \| \| \| \| \| \| \| \| \| \| \| \| \| \| \| \| \| \| \| \| \| \| \| \| \| \| \| \| \| \| \| \| \| \| \| \| \| \| \| \| \| \| Luisa Isabel Álvarez de Toledo, xxi duquesa de Medina Sidonia (1936-2008) \| Luisa Isabel Álvarez de Toledo, xxi duquesa de Medina Sidonia (1936-2008) \| Luisa Isabel Álvarez de Toledo, xxi duquesa de Medina Sidonia (1936-2008) \| Luisa Isabel Álvarez de Toledo, xxi duquesa de Medina Sidonia (1936-2008) \| Luisa Isabel Álvarez de Toledo, xxi duquesa de Medina Sidonia (1936-2008) \| Luisa Isabel Álvarez de Toledo, xxi duquesa de Medina Sidonia (1936-2008) \| \| \| José Márquez, iv duque de Santa Cristina (1921-1999) \| José Márquez, iv duque de Santa Cristina (1921-1999) \| José Márquez, iv duque de Santa Cristina (1921-1999) \| José Márquez, iv duque de Santa Cristina (1921-1999) \| José Márquez, iv duque de Santa Cristina (1921-1999) \| José Márquez, iv duque de Santa Cristina (1921-1999) \| \| \| \| \| \| \| \| \| \| \| \| \| \| \| \| \| \| \| \| \| \| \| \| \| \| \| \| \| \| \| \| \| \| \| \| \| \| \| \| \| \| \| \| \| \| Luisa Isabel Álvarez de Toledo, xxi duquesa de Medina Sidonia (1936-2008) \| Luisa Isabel Álvarez de Toledo, xxi duquesa de Medina Sidonia (1936-2008) \| Luisa Isabel Álvarez de Toledo, xxi duquesa de Medina Sidonia (1936-2008) \| Luisa Isabel Álvarez de Toledo, xxi duquesa de Medina Sidonia (1936-2008) \| Luisa Isabel Álvarez de Toledo, xxi duquesa de Medina Sidonia (1936-2008) \| Luisa Isabel Álvarez de Toledo, xxi duquesa de Medina Sidonia (1936-2008) \| \| \| José Márquez, iv duque de Santa Cristina (1921-1999) \| José Márquez, iv duque de Santa Cristina (1921-1999) \| José Márquez, iv duque de Santa Cristina (1921-1999) \| José Márquez, iv duque de Santa Cristina (1921-1999) \| José Márquez, iv duque de Santa Cristina (1921-1999) \| José Márquez, iv duque de Santa Cristina (1921-1999) \| \| \| \| \| \| \| \| \| \| \| \| \| \| \| \| \| \| \| \| \| \| \| \| \| \| \| \| \| \| \| \| \| \| \| \| \| \| \| \| \| \| \| \| \| \| \| \| \| \| \| \| \| \| \| \| \| \| \| \| \| \| \| \| \| \| \| \| \| \| \| \| \| \| \| \| \| \| \| \| \| \| \| \| \| \| \| \| \| \| \| \| \| \| \| \| \| Leoncio González de Gregorio, xxiii duque de Medina Sidonia (n. 1956) \| Leoncio González de Gregorio, xxiii duque de Medina Sidonia (n. 1956) \| Leoncio González de Gregorio, xxiii duque de Medina Sidonia (n. 1956) \| Leoncio González de Gregorio, xxiii duque de Medina Sidonia (n. 1956) \| Leoncio González de Gregorio, xxiii duque de Medina Sidonia (n. 1956) \| Leoncio González de Gregorio, xxiii duque de Medina Sidonia (n. 1956) \| \| \| Pilar González de Gregorio, xv duquesa de Fernandina (n. 1957) \| Pilar González de Gregorio, xv duquesa de Fernandina (n. 1957) \| Pilar González de Gregorio, xv duquesa de Fernandina (n. 1957) \| Pilar González de Gregorio, xv duquesa de Fernandina (n. 1957) \| Pilar González de Gregorio, xv duquesa de Fernandina (n. 1957) \| Pilar González de Gregorio, xv duquesa de Fernandina (n. 1957) \| \| \| Rafael Márquez, ix conde de las Torres de Alcorrín (n. 1949) \| Rafael Márquez, ix conde de las Torres de Alcorrín (n. 1949) \| Rafael Márquez, ix conde de las Torres de Alcorrín (n. 1949) \| Rafael Márquez, ix conde de las Torres de Alcorrín (n. 1949) \| Rafael Márquez, ix conde de las Torres de Alcorrín (n. 1949) \| Rafael Márquez, ix conde de las Torres de Alcorrín (n. 1949) \| \| \| \| \| \| \| \| \| \| \| \| \| \| \| \| \| \| \| \| \| \| \| \| \| \| \| \| \| \| \| \| \| \| \| \| \| \| Leoncio González de Gregorio, xxiii duque de Medina Sidonia (n. 1956) \| Leoncio González de Gregorio, xxiii duque de Medina Sidonia (n. 1956) \| Leoncio González de Gregorio, xxiii duque de Medina Sidonia (n. 1956) \| Leoncio González de Gregorio, xxiii duque de Medina Sidonia (n. 1956) \| Leoncio González de Gregorio, xxiii duque de Medina Sidonia (n. 1956) \| Leoncio González de Gregorio, xxiii duque de Medina Sidonia (n. 1956) \| \| \| Pilar González de Gregorio, xv duquesa de Fernandina (n. 1957) \| Pilar González de Gregorio, xv duquesa de Fernandina (n. 1957) \| Pilar González de Gregorio, xv duquesa de Fernandina (n. 1957) \| Pilar González de Gregorio, xv duquesa de Fernandina (n. 1957) \| Pilar González de Gregorio, xv duquesa de Fernandina (n. 1957) \| Pilar González de Gregorio, xv duquesa de Fernandina (n. 1957) \| \| \| Rafael Márquez, ix conde de las Torres de Alcorrín (n. 1949) \| Rafael Márquez, ix conde de las Torres de Alcorrín (n. 1949) \| Rafael Márquez, ix conde de las Torres de Alcorrín (n. 1949) \| Rafael Márquez, ix conde de las Torres de Alcorrín (n. 1949) \| Rafael Márquez, ix conde de las Torres de Alcorrín (n. 1949) \| Rafael Márquez, ix conde de las Torres de Alcorrín (n. 1949) \| \| \| \| \| \| \| \| \| \| \| \| \| \| \| \| \| \| \| \| \| \| \| \| \| \| \| \| \| \| \| \| \| \| \| \| \| \| \| \| \| \| \| \| \| \| \| \| \| \| \| \| \| \| \| \| \| \| \| \| \| \| \| \| \| \| \| \| \| \| \| \| \| \| \| \| \| \| \| \| \| \| \| \| \| \| \| \| \| \| \| \| \| \| \| \| \| Alonso González de Gregorio, xvi duque de Fernandina (n. 1989) \| Alonso González de Gregorio, xvi duque de Fernandina (n. 1989) \| Alonso González de Gregorio, xvi duque de Fernandina (n. 1989) \| Alonso González de Gregorio, xvi duque de Fernandina (n. 1989) \| Alonso González de Gregorio, xvi duque de Fernandina (n. 1989) \| Alonso González de Gregorio, xvi duque de Fernandina (n. 1989) \| \| \| \| \| \| \| José Márquez y González de Gregorio (n. 1978) \| José Márquez y González de Gregorio (n. 1978) \| José Márquez y González de Gregorio (n. 1978) \| José Márquez y González de Gregorio (n. 1978) \| José Márquez y González de Gregorio (n. 1978) \| José Márquez y González de Gregorio (n. 1978) \| \| \| \| \| \| \| \| \| \| \| \| \| \| \| \| \| |  |  |  |  |  |  |  |  |  |  |  |  |  |  |  | | | | | | |                                                       |                                                       | | | | | | |                                                     |                                                     | | | | | | |                                               |                                               |                                                                    |                                                                    |                                                                    |                                                                    |                                                                    |                                                                    |  |  |  |  |  |  |  |  |  |  |  |  |
| |  |  |  |  |  |  |  |  |  |  |  |  |  |  |  | | | | | María Osorio, ii marquesa de Villafranca, (1490-1539)                                                  | María Osorio, ii marquesa de Villafranca, (1490-1539)                                                  | María Osorio, ii marquesa de Villafranca, (1490-1539) | María Osorio, ii marquesa de Villafranca, (1490-1539) | María Osorio, ii marquesa de Villafranca, (1490-1539)                                                | María Osorio, ii marquesa de Villafranca, (1490-1539)                                                | | | Pedro de Toledo, marqués de Villafranca (1484-1553)                                                  | Pedro de Toledo, marqués de Villafranca (1484-1553)                                                  | Pedro de Toledo, marqués de Villafranca (1484-1553) | Pedro de Toledo, marqués de Villafranca (1484-1553) | Pedro de Toledo, marqués de Villafranca (1484-1553)                                                   | Pedro de Toledo, marqués de Villafranca (1484-1553)                                                   | | | | |                                               |                                               |                                                                    |                                                                    |                                                                    |                                                                    |                                                                    |                                                                    |  |  |  |  |  |  |  |  |  |  |  |  |
| |  |  |  |  |  |  |  |  |  |  |  |  |  |  |  | | | | | María Osorio, ii marquesa de Villafranca, (1490-1539)                                                  | María Osorio, ii marquesa de Villafranca, (1490-1539)                                                  | María Osorio, ii marquesa de Villafranca, (1490-1539) | María Osorio, ii marquesa de Villafranca, (1490-1539) | María Osorio, ii marquesa de Villafranca, (1490-1539)                                                | María Osorio, ii marquesa de Villafranca, (1490-1539)                                                | | | Pedro de Toledo, marqués de Villafranca (1484-1553)                                                  | Pedro de Toledo, marqués de Villafranca (1484-1553)                                                  | Pedro de Toledo, marqués de Villafranca (1484-1553) | Pedro de Toledo, marqués de Villafranca (1484-1553) | Pedro de Toledo, marqués de Villafranca (1484-1553)                                                   | Pedro de Toledo, marqués de Villafranca (1484-1553)                                                   | | | | |                                               |                                               |                                                                    |                                                                    |                                                                    |                                                                    |                                                                    |                                                                    |  |  |  |  |  |  |  |  |  |  |  |  |
| |  |  |  |  |  |  |  |  |  |  |  |  |  |  |  | | | | | | |                                                       |                                                       | | | | | | |                                                     |                                                     | | | | | | |                                               |                                               |                                                                    |                                                                    |                                                                    |                                                                    |                                                                    |                                                                    |  |  |  |  |  |  |  |  |  |  |  |  |
| |  |  |  |  |  |  |  |  |  |  |  |  |  |  |  | | | | | | |                                                       |                                                       | | | | | | |                                                     |                                                     | | | | | | |                                               |                                               |                                                                    |                                                                    |                                                                    |                                                                    |                                                                    |                                                                    |  |  |  |  |  |  |  |  |  |  |  |  |
| |  |  |  |  |  |  |  |  |  |  |  |  |  |  |  | Fadrique de Toledo Osorio, iii marqués de Villafranca (1510-1569)                                      | Fadrique de Toledo Osorio, iii marqués de Villafranca (1510-1569)                                      | Fadrique de Toledo Osorio, iii marqués de Villafranca (1510-1569)                                      | Fadrique de Toledo Osorio, iii marqués de Villafranca (1510-1569)                                      | Fadrique de Toledo Osorio, iii marqués de Villafranca (1510-1569)                                      | Fadrique de Toledo Osorio, iii marqués de Villafranca (1510-1569)                                      |                                                       |                                                       | García de Toledo Osorio, iv marqués de Villafranca, i duque de Fernandina (1514-1577)                | García de Toledo Osorio, iv marqués de Villafranca, i duque de Fernandina (1514-1577)                | García de Toledo Osorio, iv marqués de Villafranca, i duque de Fernandina (1514-1577)                | García de Toledo Osorio, iv marqués de Villafranca, i duque de Fernandina (1514-1577)                | García de Toledo Osorio, iv marqués de Villafranca, i duque de Fernandina (1514-1577)                | García de Toledo Osorio, iv marqués de Villafranca, i duque de Fernandina (1514-1577)                |                                                     |                                                     | Leonor de Toledo, duquesa de Florencia (1522-1562))                                                   | Leonor de Toledo, duquesa de Florencia (1522-1562))                                                   | Leonor de Toledo, duquesa de Florencia (1522-1562))                                                   | Leonor de Toledo, duquesa de Florencia (1522-1562))                                                   | Leonor de Toledo, duquesa de Florencia (1522-1562))                                                   | Leonor de Toledo, duquesa de Florencia (1522-1562))                                                   |                                               |                                               |                                                                    |                                                                    |                                                                    |                                                                    |                                                                    |                                                                    |  |  |  |  |  |  |  |  |  |  |  |  |
| |  |  |  |  |  |  |  |  |  |  |  |  |  |  |  | Fadrique de Toledo Osorio, iii marqués de Villafranca (1510-1569)                                      | Fadrique de Toledo Osorio, iii marqués de Villafranca (1510-1569)                                      | Fadrique de Toledo Osorio, iii marqués de Villafranca (1510-1569)                                      | Fadrique de Toledo Osorio, iii marqués de Villafranca (1510-1569)                                      | Fadrique de Toledo Osorio, iii marqués de Villafranca (1510-1569)                                      | Fadrique de Toledo Osorio, iii marqués de Villafranca (1510-1569)                                      |                                                       |                                                       | García de Toledo Osorio, iv marqués de Villafranca, i duque de Fernandina (1514-1577)                | García de Toledo Osorio, iv marqués de Villafranca, i duque de Fernandina (1514-1577)                | García de Toledo Osorio, iv marqués de Villafranca, i duque de Fernandina (1514-1577)                | García de Toledo Osorio, iv marqués de Villafranca, i duque de Fernandina (1514-1577)                | García de Toledo Osorio, iv marqués de Villafranca, i duque de Fernandina (1514-1577)                | García de Toledo Osorio, iv marqués de Villafranca, i duque de Fernandina (1514-1577)                |                                                     |                                                     | Leonor de Toledo, duquesa de Florencia (1522-1562))                                                   | Leonor de Toledo, duquesa de Florencia (1522-1562))                                                   | Leonor de Toledo, duquesa de Florencia (1522-1562))                                                   | Leonor de Toledo, duquesa de Florencia (1522-1562))                                                   | Leonor de Toledo, duquesa de Florencia (1522-1562))                                                   | Leonor de Toledo, duquesa de Florencia (1522-1562))                                                   | Con sucesión en la casa de Médicis.           |                                               |                                                                    |                                                                    |                                                                    |                                                                    |                                                                    |                                                                    |  |  |  |  |  |  |  |  |  |  |  |  |
| |  |  |  |  |  |  |  |  |  |  |  |  |  |  |  | | | | | | |                                                       |                                                       | Pedro de Toledo Osorio, v marqués de Villafranca, ii duque de Fernandina (1546-1627)                 | | | | | |                                                     |                                                     | | | | | | |                                               |                                               |                                                                    |                                                                    |                                                                    |                                                                    |                                                                    |                                                                    |  |  |  |  |  |  |  |  |  |  |  |  |
| |  |  |  |  |  |  |  |  |  |  |  |  |  |  |  | | | | | | |                                                       |                                                       | | | | | | |                                                     |                                                     | | | | | | |                                               |                                               |                                                                    |                                                                    |                                                                    |                                                                    |                                                                    |                                                                    |  |  |  |  |  |  |  |  |  |  |  |  |
| |  |  |  |  |  |  |  |  |  |  |  |  |  |  |  | | | | | | |                                                       |                                                       | | | | | | |                                                     |                                                     | | | | | | |                                               |                                               |                                                                    |                                                                    |                                                                    |                                                                    |                                                                    |                                                                    |  |  |  |  |  |  |  |  |  |  |  |  |
| |  |  |  |  |  |  |  |  |  |  |  |  |  |  |  | García de Toledo Osorio, vi marqués de Villafranca, iii duque de Fernandina (1579-1649)                | García de Toledo Osorio, vi marqués de Villafranca, iii duque de Fernandina (1579-1649)                | García de Toledo Osorio, vi marqués de Villafranca, iii duque de Fernandina (1579-1649)                | García de Toledo Osorio, vi marqués de Villafranca, iii duque de Fernandina (1579-1649)                | García de Toledo Osorio, vi marqués de Villafranca, iii duque de Fernandina (1579-1649)                | García de Toledo Osorio, vi marqués de Villafranca, iii duque de Fernandina (1579-1649)                |                                                       |                                                       | Fadrique de Toledo Osorio, i marqués de Valdueza (1580-1634)                                         | Fadrique de Toledo Osorio, i marqués de Valdueza (1580-1634)                                         | Fadrique de Toledo Osorio, i marqués de Valdueza (1580-1634)                                         | Fadrique de Toledo Osorio, i marqués de Valdueza (1580-1634)                                         | Fadrique de Toledo Osorio, i marqués de Valdueza (1580-1634)                                         | Fadrique de Toledo Osorio, i marqués de Valdueza (1580-1634)                                         |                                                     |                                                     | | | | | | |                                               |                                               |                                                                    |                                                                    |                                                                    |                                                                    |                                                                    |                                                                    |  |  |  |  |  |  |  |  |  |  |  |  |
| |  |  |  |  |  |  |  |  |  |  |  |  |  |  |  | García de Toledo Osorio, vi marqués de Villafranca, iii duque de Fernandina (1579-1649)                | García de Toledo Osorio, vi marqués de Villafranca, iii duque de Fernandina (1579-1649)                | García de Toledo Osorio, vi marqués de Villafranca, iii duque de Fernandina (1579-1649)                | García de Toledo Osorio, vi marqués de Villafranca, iii duque de Fernandina (1579-1649)                | García de Toledo Osorio, vi marqués de Villafranca, iii duque de Fernandina (1579-1649)                | García de Toledo Osorio, vi marqués de Villafranca, iii duque de Fernandina (1579-1649)                |                                                       |                                                       | Fadrique de Toledo Osorio, i marqués de Valdueza (1580-1634)                                         | Fadrique de Toledo Osorio, i marqués de Valdueza (1580-1634)                                         | Fadrique de Toledo Osorio, i marqués de Valdueza (1580-1634)                                         | Fadrique de Toledo Osorio, i marqués de Valdueza (1580-1634)                                         | Fadrique de Toledo Osorio, i marqués de Valdueza (1580-1634)                                         | Fadrique de Toledo Osorio, i marqués de Valdueza (1580-1634)                                         |                                                     |                                                     | | | | | | |                                               |                                               |                                                                    |                                                                    |                                                                    |                                                                    |                                                                    |                                                                    |  |  |  |  |  |  |  |  |  |  |  |  |
| |  |  |  |  |  |  |  |  |  |  |  |  |  |  |  | | | | | | |                                                       |                                                       | Fadrique de Toledo Osorio, vii marqués de Villafranca, iv duque de Fernandina (1635-1705)            | | | | | |                                                     |                                                     | | | | | | |                                               |                                               |                                                                    |                                                                    |                                                                    |                                                                    |                                                                    |                                                                    |  |  |  |  |  |  |  |  |  |  |  |  |
| |  |  |  |  |  |  |  |  |  |  |  |  |  |  |  | | | | | | |                                                       |                                                       | | | | | | |                                                     |                                                     | | | | | | |                                               |                                               |                                                                    |                                                                    |                                                                    |                                                                    |                                                                    |                                                                    |  |  |  |  |  |  |  |  |  |  |  |  |
| |  |  |  |  |  |  |  |  |  |  |  |  |  |  |  | | | | | | |                                                       |                                                       | José Fadrique de Toledo Osorio, viii marqués de Villafranca, v duque de Fernandina (1658-1728)       | | | | | |                                                     |                                                     | | | | | | |                                               |                                               |                                                                    |                                                                    |                                                                    |                                                                    |                                                                    |                                                                    |  |  |  |  |  |  |  |  |  |  |  |  |
| |  |  |  |  |  |  |  |  |  |  |  |  |  |  |  | | | | | | |                                                       |                                                       | | | | | | |                                                     |                                                     | | | | | | |                                               |                                               |                                                                    |                                                                    |                                                                    |                                                                    |                                                                    |                                                                    |  |  |  |  |  |  |  |  |  |  |  |  |
| |  |  |  |  |  |  |  |  |  |  |  |  |  |  |  | | | | | | |                                                       |                                                       | Fadrique Vicente de Toledo Osorio, ix marqués de Villafranca, vi duque de Fernandina (1686-1753)     | | | | | |                                                     |                                                     | | | | | | |                                               |                                               |                                                                    |                                                                    |                                                                    |                                                                    |                                                                    |                                                                    |  |  |  |  |  |  |  |  |  |  |  |  |
| |  |  |  |  |  |  |  |  |  |  |  |  |  |  |  | | | | | | |                                                       |                                                       | | | | | | |                                                     |                                                     | | | | | | |                                               |                                               |                                                                    |                                                                    |                                                                    |                                                                    |                                                                    |                                                                    |  |  |  |  |  |  |  |  |  |  |  |  |
| |  |  |  |  |  |  |  |  |  |  |  |  |  |  |  | | | | | | |                                                       |                                                       | Antonio Álvarez de Toledo Osorio, x marqués de Villafranca, vii duque de Fernandina (1716-1773)      | | | | | |                                                     |                                                     | | | | | | |                                               |                                               |                                                                    |                                                                    |                                                                    |                                                                    |                                                                    |                                                                    |  |  |  |  |  |  |  |  |  |  |  |  |
| |  |  |  |  |  |  |  |  |  |  |  |  |  |  |  | | | | | | |                                                       |                                                       | | | | | | |                                                     |                                                     | | | | | | |                                               |                                               |                                                                    |                                                                    |                                                                    |                                                                    |                                                                    |                                                                    |  |  |  |  |  |  |  |  |  |  |  |  |
| |  |  |  |  |  |  |  |  |  |  |  |  |  |  |  | | | | | | |                                                       |                                                       | | | | | | |                                                     |                                                     | | | | | | |                                               |                                               |                                                                    |                                                                    |                                                                    |                                                                    |                                                                    |                                                                    |  |  |  |  |  |  |  |  |  |  |  |  |
| |  |  |  |  |  |  |  |  |  |  |  |  |  |  |  | José Álvarez de Toledo, duque de Alba, xi marqués de Villafranca, viii duque de Fernandina (1756-1796) | José Álvarez de Toledo, duque de Alba, xi marqués de Villafranca, viii duque de Fernandina (1756-1796) | José Álvarez de Toledo, duque de Alba, xi marqués de Villafranca, viii duque de Fernandina (1756-1796) | José Álvarez de Toledo, duque de Alba, xi marqués de Villafranca, viii duque de Fernandina (1756-1796) | José Álvarez de Toledo, duque de Alba, xi marqués de Villafranca, viii duque de Fernandina (1756-1796) | José Álvarez de Toledo, duque de Alba, xi marqués de Villafranca, viii duque de Fernandina (1756-1796) |                                                       |                                                       | Francisco de Borja Álvarez de Toledo, xii marqués de Villafranca, IX duque de Fernandina (1763-1821) | Francisco de Borja Álvarez de Toledo, xii marqués de Villafranca, IX duque de Fernandina (1763-1821) | Francisco de Borja Álvarez de Toledo, xii marqués de Villafranca, IX duque de Fernandina (1763-1821) | Francisco de Borja Álvarez de Toledo, xii marqués de Villafranca, IX duque de Fernandina (1763-1821) | Francisco de Borja Álvarez de Toledo, xii marqués de Villafranca, IX duque de Fernandina (1763-1821) | Francisco de Borja Álvarez de Toledo, xii marqués de Villafranca, IX duque de Fernandina (1763-1821) |                                                     |                                                     | | | | | | |                                               |                                               |                                                                    |                                                                    |                                                                    |                                                                    |                                                                    |                                                                    |  |  |  |  |  |  |  |  |  |  |  |  |
| |  |  |  |  |  |  |  |  |  |  |  |  |  |  |  | José Álvarez de Toledo, duque de Alba, xi marqués de Villafranca, viii duque de Fernandina (1756-1796) | José Álvarez de Toledo, duque de Alba, xi marqués de Villafranca, viii duque de Fernandina (1756-1796) | José Álvarez de Toledo, duque de Alba, xi marqués de Villafranca, viii duque de Fernandina (1756-1796) | José Álvarez de Toledo, duque de Alba, xi marqués de Villafranca, viii duque de Fernandina (1756-1796) | José Álvarez de Toledo, duque de Alba, xi marqués de Villafranca, viii duque de Fernandina (1756-1796) | José Álvarez de Toledo, duque de Alba, xi marqués de Villafranca, viii duque de Fernandina (1756-1796) |                                                       |                                                       | Francisco de Borja Álvarez de Toledo, xii marqués de Villafranca, IX duque de Fernandina (1763-1821) | Francisco de Borja Álvarez de Toledo, xii marqués de Villafranca, IX duque de Fernandina (1763-1821) | Francisco de Borja Álvarez de Toledo, xii marqués de Villafranca, IX duque de Fernandina (1763-1821) | Francisco de Borja Álvarez de Toledo, xii marqués de Villafranca, IX duque de Fernandina (1763-1821) | Francisco de Borja Álvarez de Toledo, xii marqués de Villafranca, IX duque de Fernandina (1763-1821) | Francisco de Borja Álvarez de Toledo, xii marqués de Villafranca, IX duque de Fernandina (1763-1821) |                                                     |                                                     | | | | | | |                                               |                                               |                                                                    |                                                                    |                                                                    |                                                                    |                                                                    |                                                                    |  |  |  |  |  |  |  |  |  |  |  |  |
| |  |  |  |  |  |  |  |  |  |  |  |  |  |  |  | | | | | | |                                                       |                                                       | | | | | | |                                                     |                                                     | | | | | | |                                               |                                               |                                                                    |                                                                    |                                                                    |                                                                    |                                                                    |                                                                    |  |  |  |  |  |  |  |  |  |  |  |  |
| |  |  |  |  |  |  |  |  |  |  |  |  |  |  |  | | | | | | |                                                       |                                                       | Francisco Álvarez de Toledo, x duque de Fernandina (1799-1816)                                       | Francisco Álvarez de Toledo, x duque de Fernandina (1799-1816)                                       | Francisco Álvarez de Toledo, x duque de Fernandina (1799-1816)                                       | Francisco Álvarez de Toledo, x duque de Fernandina (1799-1816)                                       | Francisco Álvarez de Toledo, x duque de Fernandina (1799-1816)                                       | Francisco Álvarez de Toledo, x duque de Fernandina (1799-1816)                                       |                                                     |                                                     | Pedro de Alcántara Álvarez de Toledo, xiii marqués de Villafranca, xi duque de Fernandina (1803–1867) | Pedro de Alcántara Álvarez de Toledo, xiii marqués de Villafranca, xi duque de Fernandina (1803–1867) | Pedro de Alcántara Álvarez de Toledo, xiii marqués de Villafranca, xi duque de Fernandina (1803–1867) | Pedro de Alcántara Álvarez de Toledo, xiii marqués de Villafranca, xi duque de Fernandina (1803–1867) | Pedro de Alcántara Álvarez de Toledo, xiii marqués de Villafranca, xi duque de Fernandina (1803–1867) | Pedro de Alcántara Álvarez de Toledo, xiii marqués de Villafranca, xi duque de Fernandina (1803–1867) |                                               |                                               |                                                                    |                                                                    |                                                                    |                                                                    |                                                                    |                                                                    |  |  |  |  |  |  |  |  |  |  |  |  |
| |  |  |  |  |  |  |  |  |  |  |  |  |  |  |  | | | | | | |                                                       |                                                       | Francisco Álvarez de Toledo, x duque de Fernandina (1799-1816)                                       | Francisco Álvarez de Toledo, x duque de Fernandina (1799-1816)                                       | Francisco Álvarez de Toledo, x duque de Fernandina (1799-1816)                                       | Francisco Álvarez de Toledo, x duque de Fernandina (1799-1816)                                       | Francisco Álvarez de Toledo, x duque de Fernandina (1799-1816)                                       | Francisco Álvarez de Toledo, x duque de Fernandina (1799-1816)                                       |                                                     |                                                     | Pedro de Alcántara Álvarez de Toledo, xiii marqués de Villafranca, xi duque de Fernandina (1803–1867) | Pedro de Alcántara Álvarez de Toledo, xiii marqués de Villafranca, xi duque de Fernandina (1803–1867) | Pedro de Alcántara Álvarez de Toledo, xiii marqués de Villafranca, xi duque de Fernandina (1803–1867) | Pedro de Alcántara Álvarez de Toledo, xiii marqués de Villafranca, xi duque de Fernandina (1803–1867) | Pedro de Alcántara Álvarez de Toledo, xiii marqués de Villafranca, xi duque de Fernandina (1803–1867) | Pedro de Alcántara Álvarez de Toledo, xiii marqués de Villafranca, xi duque de Fernandina (1803–1867) |                                               |                                               |                                                                    |                                                                    |                                                                    |                                                                    |                                                                    |                                                                    |  |  |  |  |  |  |  |  |  |  |  |  |
| |  |  |  |  |  |  |  |  |  |  |  |  |  |  |  | | | | | | |                                                       |                                                       | | | | | | |                                                     |                                                     | José Álvarez de Toledo, xviii duque de Medina Sidonia, XII duque de Fernandina (1826-1900)            | | | | | |                                               |                                               |                                                                    |                                                                    |                                                                    |                                                                    |                                                                    |                                                                    |  |  |  |  |  |  |  |  |  |  |  |  |
| |  |  |  |  |  |  |  |  |  |  |  |  |  |  |  | | | | | | |                                                       |                                                       | | | | | | |                                                     |                                                     | | | | | | |                                               |                                               |                                                                    |                                                                    |                                                                    |                                                                    |                                                                    |                                                                    |  |  |  |  |  |  |  |  |  |  |  |  |
| |  |  |  |  |  |  |  |  |  |  |  |  |  |  |  | | | | | | |                                                       |                                                       | | | | | | |                                                     |                                                     | Joaquín Álvarez de Toledo, xix duque de Medina Sidonia, xiii duque de Fernandina (1865-1915)          | | | | | |                                               |                                               |                                                                    |                                                                    |                                                                    |                                                                    |                                                                    |                                                                    |  |  |  |  |  |  |  |  |  |  |  |  |
| |  |  |  |  |  |  |  |  |  |  |  |  |  |  |  | | | | | | |                                                       |                                                       | | | | | | |                                                     |                                                     | | | | | | |                                               |                                               |                                                                    |                                                                    |                                                                    |                                                                    |                                                                    |                                                                    |  |  |  |  |  |  |  |  |  |  |  |  |
| |  |  |  |  |  |  |  |  |  |  |  |  |  |  |  | | | | | | |                                                       |                                                       | | | | | | |                                                     |                                                     | | | | | | |                                               |                                               |                                                                    |                                                                    |                                                                    |                                                                    |                                                                    |                                                                    |  |  |  |  |  |  |  |  |  |  |  |  |
| |  |  |  |  |  |  |  |  |  |  |  |  |  |  |  | | | | | | |                                                       |                                                       | | | | | | |                                                     |                                                     | Joaquín Álvarez de Toledo, xx duque de Medina Sidonia, xiv duque de Fernandina (1894-1955)            | Joaquín Álvarez de Toledo, xx duque de Medina Sidonia, xiv duque de Fernandina (1894-1955)            | Joaquín Álvarez de Toledo, xx duque de Medina Sidonia, xiv duque de Fernandina (1894-1955)            | Joaquín Álvarez de Toledo, xx duque de Medina Sidonia, xiv duque de Fernandina (1894-1955)            | Joaquín Álvarez de Toledo, xx duque de Medina Sidonia, xiv duque de Fernandina (1894-1955)            | Joaquín Álvarez de Toledo, xx duque de Medina Sidonia, xiv duque de Fernandina (1894-1955)            |                                               |                                               | María Álvarez de Toledo, iii duquesa de Santa Cristina (1901-1963) | María Álvarez de Toledo, iii duquesa de Santa Cristina (1901-1963) | María Álvarez de Toledo, iii duquesa de Santa Cristina (1901-1963) | María Álvarez de Toledo, iii duquesa de Santa Cristina (1901-1963) | María Álvarez de Toledo, iii duquesa de Santa Cristina (1901-1963) | María Álvarez de Toledo, iii duquesa de Santa Cristina (1901-1963) |  |  |  |  |  |  |  |  |  |  |  |  |
| |  |  |  |  |  |  |  |  |  |  |  |  |  |  |  | | | | | | |                                                       |                                                       | | | | | | |                                                     |                                                     | Joaquín Álvarez de Toledo, xx duque de Medina Sidonia, xiv duque de Fernandina (1894-1955)            | Joaquín Álvarez de Toledo, xx duque de Medina Sidonia, xiv duque de Fernandina (1894-1955)            | Joaquín Álvarez de Toledo, xx duque de Medina Sidonia, xiv duque de Fernandina (1894-1955)            | Joaquín Álvarez de Toledo, xx duque de Medina Sidonia, xiv duque de Fernandina (1894-1955)            | Joaquín Álvarez de Toledo, xx duque de Medina Sidonia, xiv duque de Fernandina (1894-1955)            | Joaquín Álvarez de Toledo, xx duque de Medina Sidonia, xiv duque de Fernandina (1894-1955)            |                                               |                                               | María Álvarez de Toledo, iii duquesa de Santa Cristina (1901-1963) | María Álvarez de Toledo, iii duquesa de Santa Cristina (1901-1963) | María Álvarez de Toledo, iii duquesa de Santa Cristina (1901-1963) | María Álvarez de Toledo, iii duquesa de Santa Cristina (1901-1963) | María Álvarez de Toledo, iii duquesa de Santa Cristina (1901-1963) | María Álvarez de Toledo, iii duquesa de Santa Cristina (1901-1963) |  |  |  |  |  |  |  |  |  |  |  |  |
| |  |  |  |  |  |  |  |  |  |  |  |  |  |  |  | | | | | | |                                                       |                                                       | | | | | | |                                                     |                                                     | Luisa Isabel Álvarez de Toledo, xxi duquesa de Medina Sidonia (1936-2008)                             | Luisa Isabel Álvarez de Toledo, xxi duquesa de Medina Sidonia (1936-2008)                             | Luisa Isabel Álvarez de Toledo, xxi duquesa de Medina Sidonia (1936-2008)                             | Luisa Isabel Álvarez de Toledo, xxi duquesa de Medina Sidonia (1936-2008)                             | Luisa Isabel Álvarez de Toledo, xxi duquesa de Medina Sidonia (1936-2008)                             | Luisa Isabel Álvarez de Toledo, xxi duquesa de Medina Sidonia (1936-2008)                             |                                               |                                               | José Márquez, iv duque de Santa Cristina (1921-1999)               | José Márquez, iv duque de Santa Cristina (1921-1999)               | José Márquez, iv duque de Santa Cristina (1921-1999)               | José Márquez, iv duque de Santa Cristina (1921-1999)               | José Márquez, iv duque de Santa Cristina (1921-1999)               | José Márquez, iv duque de Santa Cristina (1921-1999)               |  |  |  |  |  |  |  |  |  |  |  |  |
| |  |  |  |  |  |  |  |  |  |  |  |  |  |  |  | | | | | | |                                                       |                                                       | | | | | | |                                                     |                                                     | Luisa Isabel Álvarez de Toledo, xxi duquesa de Medina Sidonia (1936-2008)                             | Luisa Isabel Álvarez de Toledo, xxi duquesa de Medina Sidonia (1936-2008)                             | Luisa Isabel Álvarez de Toledo, xxi duquesa de Medina Sidonia (1936-2008)                             | Luisa Isabel Álvarez de Toledo, xxi duquesa de Medina Sidonia (1936-2008)                             | Luisa Isabel Álvarez de Toledo, xxi duquesa de Medina Sidonia (1936-2008)                             | Luisa Isabel Álvarez de Toledo, xxi duquesa de Medina Sidonia (1936-2008)                             |                                               |                                               | José Márquez, iv duque de Santa Cristina (1921-1999)               | José Márquez, iv duque de Santa Cristina (1921-1999)               | José Márquez, iv duque de Santa Cristina (1921-1999)               | José Márquez, iv duque de Santa Cristina (1921-1999)               | José Márquez, iv duque de Santa Cristina (1921-1999)               | José Márquez, iv duque de Santa Cristina (1921-1999)               |  |  |  |  |  |  |  |  |  |  |  |  |
| |  |  |  |  |  |  |  |  |  |  |  |  |  |  |  | | | | | | |                                                       |                                                       | | | | | | |                                                     |                                                     | | | | | | |                                               |                                               |                                                                    |                                                                    |                                                                    |                                                                    |                                                                    |                                                                    |  |  |  |  |  |  |  |  |  |  |  |  |
| |  |  |  |  |  |  |  |  |  |  |  |  |  |  |  | | | | | | |                                                       |                                                       | Leoncio González de Gregorio, xxiii duque de Medina Sidonia (n. 1956)                                | Leoncio González de Gregorio, xxiii duque de Medina Sidonia (n. 1956)                                | Leoncio González de Gregorio, xxiii duque de Medina Sidonia (n. 1956)                                | Leoncio González de Gregorio, xxiii duque de Medina Sidonia (n. 1956)                                | Leoncio González de Gregorio, xxiii duque de Medina Sidonia (n. 1956)                                | Leoncio González de Gregorio, xxiii duque de Medina Sidonia (n. 1956)                                |                                                     |                                                     | Pilar González de Gregorio, xv duquesa de Fernandina (n. 1957)                                        | Pilar González de Gregorio, xv duquesa de Fernandina (n. 1957)                                        | Pilar González de Gregorio, xv duquesa de Fernandina (n. 1957)                                        | Pilar González de Gregorio, xv duquesa de Fernandina (n. 1957)                                        | Pilar González de Gregorio, xv duquesa de Fernandina (n. 1957)                                        | Pilar González de Gregorio, xv duquesa de Fernandina (n. 1957)                                        |                                               |                                               | Rafael Márquez, ix conde de las Torres de Alcorrín (n. 1949)       | Rafael Márquez, ix conde de las Torres de Alcorrín (n. 1949)       | Rafael Márquez, ix conde de las Torres de Alcorrín (n. 1949)       | Rafael Márquez, ix conde de las Torres de Alcorrín (n. 1949)       | Rafael Márquez, ix conde de las Torres de Alcorrín (n. 1949)       | Rafael Márquez, ix conde de las Torres de Alcorrín (n. 1949)       |  |  |  |  |  |  |  |  |  |  |  |  |
| |  |  |  |  |  |  |  |  |  |  |  |  |  |  |  | | | | | | |                                                       |                                                       | Leoncio González de Gregorio, xxiii duque de Medina Sidonia (n. 1956)                                | Leoncio González de Gregorio, xxiii duque de Medina Sidonia (n. 1956)                                | Leoncio González de Gregorio, xxiii duque de Medina Sidonia (n. 1956)                                | Leoncio González de Gregorio, xxiii duque de Medina Sidonia (n. 1956)                                | Leoncio González de Gregorio, xxiii duque de Medina Sidonia (n. 1956)                                | Leoncio González de Gregorio, xxiii duque de Medina Sidonia (n. 1956)                                |                                                     |                                                     | Pilar González de Gregorio, xv duquesa de Fernandina (n. 1957)                                        | Pilar González de Gregorio, xv duquesa de Fernandina (n. 1957)                                        | Pilar González de Gregorio, xv duquesa de Fernandina (n. 1957)                                        | Pilar González de Gregorio, xv duquesa de Fernandina (n. 1957)                                        | Pilar González de Gregorio, xv duquesa de Fernandina (n. 1957)                                        | Pilar González de Gregorio, xv duquesa de Fernandina (n. 1957)                                        |                                               |                                               | Rafael Márquez, ix conde de las Torres de Alcorrín (n. 1949)       | Rafael Márquez, ix conde de las Torres de Alcorrín (n. 1949)       | Rafael Márquez, ix conde de las Torres de Alcorrín (n. 1949)       | Rafael Márquez, ix conde de las Torres de Alcorrín (n. 1949)       | Rafael Márquez, ix conde de las Torres de Alcorrín (n. 1949)       | Rafael Márquez, ix conde de las Torres de Alcorrín (n. 1949)       |  |  |  |  |  |  |  |  |  |  |  |  |
| |  |  |  |  |  |  |  |  |  |  |  |  |  |  |  | | | | | | |                                                       |                                                       | | | | | | |                                                     |                                                     | | | | | | |                                               |                                               |                                                                    |                                                                    |                                                                    |                                                                    |                                                                    |                                                                    |  |  |  |  |  |  |  |  |  |  |  |  |
| |  |  |  |  |  |  |  |  |  |  |  |  |  |  |  | | | | | | |                                                       |                                                       | Alonso González de Gregorio, xvi duque de Fernandina (n. 1989)                                       | Alonso González de Gregorio, xvi duque de Fernandina (n. 1989)                                       | Alonso González de Gregorio, xvi duque de Fernandina (n. 1989)                                       | Alonso González de Gregorio, xvi duque de Fernandina (n. 1989)                                       | Alonso González de Gregorio, xvi duque de Fernandina (n. 1989)                                       | Alonso González de Gregorio, xvi duque de Fernandina (n. 1989)                                       |                                                     |                                                     | | | | | José Márquez y González de Gregorio (n. 1978)                                                         | José Márquez y González de Gregorio (n. 1978)                                                         | José Márquez y González de Gregorio (n. 1978) | José Márquez y González de Gregorio (n. 1978) | José Márquez y González de Gregorio (n. 1978)                      | José Márquez y González de Gregorio (n. 1978)                      |                                                                    |                                                                    |                                                                    |                                                                    |  |  |  |  |  |  |  |  |  |  |  |  |

## Otros
El escritor inglés Henry Glapthorne escribió una obra de teatro llamada The Duchess of Fernandina (La duquesa de Fernandina), que se estrenó en 1660.